# بنر (میسیسیپی)
بنر (به انگلیسی: Banner) یک محدوده ثبت‌نشده در ایالات متحده آمریکا است که در شهرستان کالهون ایالت میسیسیپی واقع شده‌است.

## خصوصیات
بنر ۱۰۴٫۸۵ متر بالاتر از سطح دریا واقع شده‌است.